# Charles Soong
Charles Jones Soong též Sung Jao-žu (1863/1866? – 3. května 1918) byl čínský misionář a obchodník.
Narodil se v šedesátých letech 19. století jako Chan Ťiao-čung (čínsky pchin-jinem Hán Jiàozhǔn, znaky 韓教準). Jeho společenské jméno bylo Jao-žu (čínsky pchin-jinem Yào rú, znaky 耀如). V patnácti letech se stal křesťanem. Vystudoval teologii a krátce působil jako metodistický misionář. Poté se věnoval obchodu s cigaretami a s bavlnou. Vlastnil také tiskárnu, kde tiskl Bible a tajně též proticísařské pamflety.
Měl tři syny a tři dcery. Jeho dcery, známé tři sestry Sungovy, si vzaly Kchung Siang-siho, Sunjatsena a Čankajška.